# Znak (miesięcznik)
Znak – miesięcznik wydawany w Krakowie przez Społeczny Instytut Wydawniczy „Znak”. Pierwszy numer czasopisma ukazał się w 1946 roku z inicjatywy Jerzego Radkowskiego.
Problematyka podejmowana na łamach pisma obejmuje zagadnienia społeczno-kulturalne, religijne i filozoficzne. Obszerną część czasopisma zajmują recenzje nowości wydawniczych, fragmenty prozy i cykle felietonów. Obecnie każdy numer pisma zawiera stałe działy: Temat miesiąca, Społeczeństwo-Świat, Idee, Ludzie – Książki – Zdarzenia.

## Historia
Miesięcznik „Znak” został założony w 1946 r. w Krakowie przez grupę intelektualistów katolickich skupionych wokół ówczesnego Tygodnika Powszechnego. W odróżnieniu od „Tygodnika”, „Znak” zachowywał formalną niezależność od Kościoła. Tytuł nowego miesięcznika zaczerpnięto od słów: „In hoc signo vinces” („W tym znaku zwyciężysz”), a twórcy pragnęli wzorować się na czasopismach reprezentujących personalizm chrześcijański: zarówno na przedwojennym kwartalniku „Verbum”, jak i na francuskim „Esprit”.
Pierwszy redaktor naczelny, Jerzy Radkowski, nie pełnił długo tej funkcji. Pod kierunkiem kolejnych: Hanny Malewskiej i Stanisława Stommy, zarysowała się linia programowa miesięcznika, żartobliwie określana jako: „tomizm, atomizm i stommizm”, a więc: propagowanie filozofii tomistycznej w Polsce, reagowanie na wydarzenia nowej epoki (takie, jak atak na Hiroszimę), a także prowadzenie katolickiej polityki kulturalnej w PRL.
W tym czasie w miesięczniku publikowali m.in.: Jerzy Turowicz (W stronę uspołecznienia), ks. Konstanty Michalski (Dokąd idziemy), Stefan Świeżawski (Dlaczego tomizm?), o. Innocenty Bocheński (ABC tomizmu). Zamieszczano także teksty zachodnich myślicieli, w tym J. Maritaina, E. Gilsona, T. Mertona.
W 1953 r., po odmowie przez redakcję „Tygodnika Powszechnego” opublikowania nekrologu Józefa Stalina, zamknięto zarówno „Tygodnik”, jak i miesięcznik „Znak”. Przerwa w wydawaniu pisma obejmowała lata 1953–1956. Po wznowieniu działalności nowym redaktorem naczelnym został Jacek Woźniakowski, który pełnił tę funkcję do 1960 r. W 1959 roku powstał Społeczny Instytut Wydawniczy ZNAK, który przejął wydawanie „Znaku” i „Tygodnika”.
W 1960 r. funkcję redaktora naczelnego ponownie pełniła Hanna Malewska, a w tym czasie z miesięcznikiem związali się m.in. Halina Bortnowska i Władysław Stróżewski. Środowisko „Znaku” było szczególnie zaangażowane w debaty dotyczące Vaticanum II, m.in. tłumaczono i opatrywano obszernym komentarzem soborowe dokumenty. Jednocześnie powstawały liczne teksty z zakresu szerokiej kultury: w „Znaku” po raz pierwszy ogłoszono nieznane listy Norwida, zajęto się analizą współczesnej francuskiej powieści eksperymentalnej. W 1966 r. na łamach czasopisma debiutował ks. Józef Tischner. Publikowano także, często pierwsze w Polsce, tłumaczenia zachodnich intelektualistów, m.in. Martina Heideggera (Co to jest metafizyka?, 1965), Paula Ricœura, Mircei Eliadego, Martina Bubera, Josepha Ratzingera, Hansa Künga, Yvesa Congara OP.
Przez cztery lata (1973-1977) rolę redaktora naczelnego pełnił Bohdan Cywiński, który po wzięciu udziału w głodówce w kościele św. Marcina w Warszawie zrezygnował z funkcji ze względu na obawy, że represje władzy mogą dotknąć całe wydawnictwo. Jego następcą został Stefan Wilkanowicz, prezes krakowskiego KIK-u. W 1978 r. ukazał się numer poświęcony w całości wybranemu właśnie na papieża Janowi Pawłowi II, przypominający teksty publikowane przez Karola Wojtyłę w miesięczniku.
Lata 70. i 80. to czas działalności opozycyjnej twórców „Znaku”, jak i walki z obowiązującą cenzurą. Po wprowadzeniu stanu wojennego władze zawiesiły zgodę na dalsze wydawanie „Znaku” do marca 1982 r. Na przełomie 1987 i 1988 r. miesięcznik opublikował ankietę „Czym jest polskość?”, w tym tekst Polak rozłamany Donalda Tuska, z którego wyrwany z kontekstu cytat „polskość to nienormalność” stał się później przedmiotem krytyki jego oponentów politycznych.
Z okazji 40-lecia pisma (1986) redakcja zorganizowała w Rzymie sympozjum, w którym udział wzięli m.in.: papież Jan Paweł II, kardynałowie Paul Poupard, Franciszek Macharski i Joseph Ratzinger, a także profesorowie Tadeusz Chrzanowski, Jacek Salij i Nikolaus Lobkowicz.
W 1994 r. redaktorem naczelnym został Jarosław Gowin, koncentrując miesięcznik na numerach tematycznych, które nazywano „niezbędnikiem polskiego inteligenta”. Powstały m.in. monografie wyznań chrześcijańskich (Co to jest prawosławie?, Co to jest protestantyzm?) oraz numery podejmujące tematykę rozliczenia z epoką PRL (Intelektualiści a komunizm, Demokracja po komunizmie). W 2017 r. Jarosław Gowin został usunięty ze składu Zespołu „Znaku” w odpowiedzi na „działania obozu rządzącego, wspierane przez wicepremiera i ministra (…), zmierzające do pozbawienia niezależności władzy sądowniczej, stojące w sprzeczności z imponderabiliami, którym środowisko »Znaku«  było i pozostaje wierne”. Oświadczenie spotkało się z szerokim rozgłosem medialnym, m.in. nawiązał do niego serial satyryczny Ucho Prezesa.
W 2005 r. „Znak” został udostępniony w wersji internetowej za pośrednictwem CEEOL. W tym samym roku redaktorem naczelnym pisma został Michał Bardel. W 2006 roku zebrano kilkadziesiąt najważniejszych artykułów, które ukazały się w miesięczniku „Znak” od początku jego istnienia i wydano w formie książki Ku jedności świata.
Od 2010 roku wszystkie numery „Znaku” są dostępne w formie cyfrowej. Numery archiwalne znajdują się na stronie miesięcznika. W tym samym roku redaktor naczelną miesięcznika została Dominika Kozłowska, która w 2017 r. otrzymała Nagrodę Specjalną im. Dariusza Fikusa za „odświeżenie i wzbogacenie formuły pisma, nawiązanie do najlepszych jego tradycji z jednoczesnym otwarciem na młodych autorów i odważne podejście do poruszanych tematów”. W latach 2012–2017 miesięcznik otrzymał łącznie trzy nominacje GrandFront za okładki prasowe, uzyskując w 2017 r. nagrodę za numer Islamofobie (2/2017).
W ostatnich latach „Znak” podejmował nowe tematy społeczne związane m.in. z feminizmem katolickim, stosunkiem Kościoła katolickiego do osób LGBT czy podziałami klasowymi w Polsce. Powstają numery miesięcznika poświęcone w całości współczesnym intelektualistom (opublikowano numery o Kołakowskim, Baumanie, Houellebecqu i in.), refleksji nad formą życia (Dusza w lepszej formie, Ćwiczenia z uważności), popularyzacji nauki (Geny. Projektowanie czy loteria?, Jak pięknie różnią się nasze mózgi).
W 2025 roku redaktorem naczelnym "Znaku" został Mateusz Burzyk.

### Redaktorzy naczelni

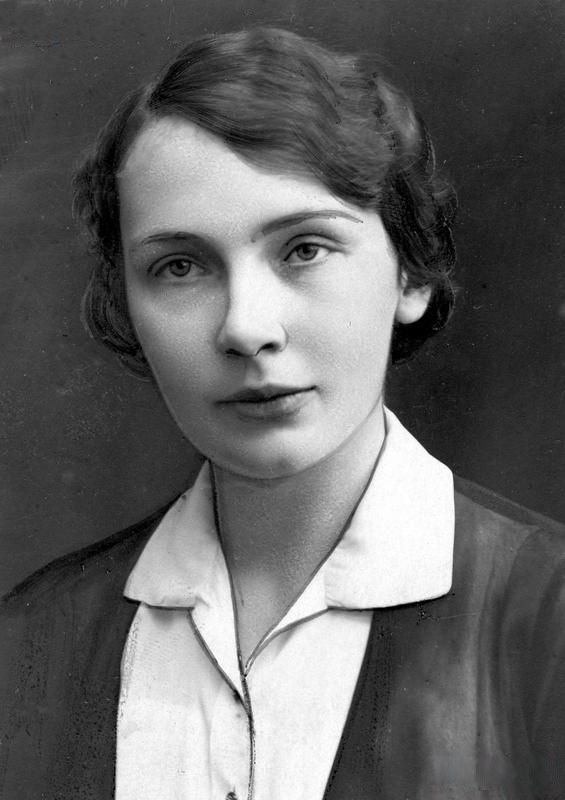
Hanna Malewska

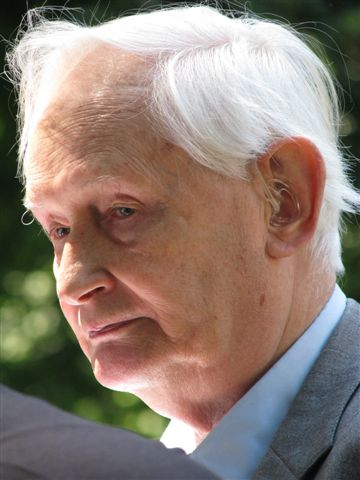
Stefan Wilkanowicz

Redaktorami naczelnymi „Znaku” byli:
- Jerzy Radkowski (1946);
- Hanna Malewska i Stanisław Stomma (1946-1953);
- Jacek Woźniakowski (1957-1960);
- Hanna Malewska (1960-1973);
- Bohdan Cywiński (1973-1977);
- Stefan Wilkanowicz (1978-1994);
- Jarosław Gowin (1994-2005);
- Michał Bardel (2005-2010);
- Dominika Kozłowska (2010-2024);
- Mateusz Burzyk (od 2025).

### Autorzy „Znaku”
Wśród osób publikujących teksty na łamach miesięcznika byli m.in.:
| - Karol Wojtyła, - Józef Tischner, - Anna Świderkówna, - Małgorzata Borkowska OSB, - Halina Bortnowska, - Wojciech Bonowicz, - Jerzy Szacki, - Tadeusz Gadacz, - Ryszard Kapuściński, - Michał Heller, - Paulina Wilk, - Piotr Oczko, - Anna Mateja, - Olga Drenda, - Anna Mateja, | - Olga Tokarczuk, - Leszek Kołakowski, - Czesław Miłosz, - Janusz Tazbir, - Paweł Jasienica, - Gustaw Herling-Grudziński, - Antoni Słonimski, - Jan Parandowski, - Anna Arno, - Władysław Bartoszewski, - Małgorzata Lebda, - Michał Choiński, - Mira Marcinów, - Sylwia Chutnik, | - Wisława Szymborska, - Zbigniew Herbert, - Jerzy Nowosielski, - Antoni Kępiński, - Jacek Kuroń, - Timothy Garton Ash, - Norman Davies, - Zygmunt Kubiak, - Tadeusz Różewicz, - Maria Karpińska, - Bartosz Sadulski, - Olga Gitkiewicz, - Filip Springer, - Elka Łapczyńska. |

## Wartości
Swój związek z katolicyzmem „Znak” rozumie przede wszystkim jako powszechność w misji przedstawiania najważniejszych prądów społecznych i kulturalnych. Jak zauważyła Halina Bortnowska:  „Chodzi o to, że służbą pisma, a więc naszym psim obowiązkiem jest niezmordowane odkrywanie i udostępnianie, dawanie czytelnikom do refleksji tekstów, przez które (najczęściej we wzajemnym zestawieniu) odsłania się jakiś fragment prawdy, zawierający w sobie nie tylko znak czasu, lecz i łaskę, kairos, wezwanie człowieka do przybliżania Królestwa. Ale to wszystko tylko implicite, najczęściej anonimowo, bez wzywania Imienia. Bo tak zwyczajnie biorąc, artykuły, które należy drukować w Znaku, to nic innego jak dobre teksty, ciekawe, ważne”.
Jerzy Turowicz pisał o miesięczniku, że „stara się on przedstawić, omówić i ocenić wszystkie wybitniejsze zjawiska i prądy kultury współczesnej bez względu na ich zabarwienie ideowe”. Nawiązaniem do tak rozumianej tradycji jest aktualne hasło czasopisma: „Inspirujemy. Prowokujemy. Dyskutujemy”, przedstawiające gotowość do debaty, poszerzania światopoglądowego horyzontu o inne perspektywy, wspierania idei demokratycznych.

## Recepcja
Od czasu rozpoczęcia działalności w 1946 r. miesięcznik podejmował na łamach tematy, które spotkały się z szerokim odbiorem, prowokując tym samym do podjęcia debaty przez znanych przedstawicieli życia duchowego, kulturalnego i społecznego w Polsce.

### Maksymalne i minimalne tendencje społeczne katolików (1946)
Artykuł Stanisława Stommy Maksymalne i minimalne tendencje społeczne katolików przedstawiał w sytuacji nowego ustroju postulat wycofania się katolików z dziedziny życia polityczno-gospodarczego, by skupić się na rozwoju kultury i życia religijnego. Tym samym katolicyzm mógłby uniknąć ostrego konfliktu z władzą o zagadnienia określane przez autora jako "drugorzędne". Jak pisał:  
„Nie wiemy, czy, kiedy i jak rozegra się w Polsce konflikt obozu katolickiego z obozem wojującego socjalizmu. Być może rezultatem konfliktu będzie dalsza utrata pozycji społecznych przez katolicyzm u nas posiadanych. Istotną jest pewność, że ze starego dębu tryskać będą nowe pędy. Katolicyzm polski znajdzie nowe tereny i nowe formy dla wielkiej ekspansji duchowej”.
Artykuł wywołał burzę m.in. na łamach chadeckiego Tygodnika Warszawskiego. Autorowi zarzucano odrzucenie nauki społecznej zawartej w Ewangelii, jak i przyjęcie postawy defetystycznej wobec komunizmu. Jak jednak bronił się Stomma w dalszych tekstach, odrodzenie kultury należy traktować jako drogę do przetwarzania form społecznych; stąd jego stanowisko unika zarówno politycznej konfrontacji, jak i ideologicznej kapitulacji.

### Schyłek chrześcijaństwa tomistycznego (1970)
W 187. numerze "Znaku" (styczeń 1970 r.) ks. Józef Tischner opublikował artykuł Schyłek chrześcijaństwa tomistycznego, w którym krytykował tomizm jako stanowisko przestarzałe, skłonne do przeradzania się w postawę fundamentalistyczną, w którym skrajnie realistyczne odczytanie Pisma Świętego prowadzi do konfliktu z nauką. Zarazem Tischner uznaje tomizm za rozbieżny z duchem Ewangelii, nadając pierwszeństwo filozoficznym rozważaniom nad bytem i zastępując tym samym żywego Boga metafizycznym Absolutem.
Tekst spotkał się z licznymi głosami sprzeciwu. Polemicznie wypowiedzieli się przede wszystkim myśliciele związani z Katolickim Uniwersytetem Lubelskim (Stefan Swieżawski, Mieczysław Albert Krąpiec, Mieczysław Gogacz), a sam spór, prowadzony na łamach różnych pism, trwał aż do lat 80. Dr hab. Dobrosław Kot określił zainicjowany przez Tischnera debatę jako "największą w powojennej Polsce dyskusję filozoficzną i teologiczną zarazem".

### Katolicyzm i judaizm (1983)
W 40. rocznicę powstania w getcie warszawskim ukazał się numer w całości poświęcony kulturze żydowskiej i relacjom katolicyzmu i judaizmu, stanowiący zarazem jeden z pierwszych głosów upominających katolików o "rachunek sumienia" w kwestii losów polsko-żydowskich. Zawierał przypomnienie oficjalnej nauki Kościoła o judaizmie (w tym tekst deklaracji Nostra Aetate z 1965 r. oraz wypowiedzi papieży: Pawła VI i Jana Pawła II), teksty publicystyczne, artykuły historyczne, antologię tekstów literackich.

### Homoseksualista idzie do nieba (2011)
W grudniu 2011 r. opublikowano numer poświęcony relacjom teologii i teorii queer, stawiając pytanie o miejsce osób LGBT w Kościele katolickim. Tematyka numeru wzbudziła liczne komentarze. Pozytywna recenzja, wskazująca na pionierską w Polsce refleksję nad teologią queer, pojawiła się na łamach „Gazety Wyborczej”, z kolei na portalu Deon.pl ukazał się polemiczny tekst, przedstawiający stanowisko miesięcznika jako zbyt krytyczne w stosunku do nauczania Kościoła.
W ramach numeru miesięcznik przygotował sondę uliczną, w której zadawano krakowianom pytanie: Czy homoseksualista może trafić do Nieba?. Film z wybranymi odpowiedziami opublikowany w serwisie Youtube wyświetlono łącznie ponad milion razy (stan na 16 stycznia 2020).
W 2016 r. miesięcznik został jednym z patronów medialnych akcji "Przekażmy sobie znak pokoju" organizowanej m.in. przez Kampanię Przeciw Homofobii. Jej celem było zwiększenie akceptacji osób LGBT+ wśród osób wierzących. O akcji negatywnie wypowiedziało się prezydium Konferencji Episkopatu Polski.

### Wszyscy jesteśmy chłopami (2012)
684. numer „Znaku” poruszył zagadnienie chłopskiego rodowodu klasy średniej w Polsce w zestawieniu ze zjawiskiem wyparcia chłopskości z polskiej pamięci kulturowej. Na łamach miesięcznika o genealogii obecnego społeczeństwa wypowiedział się m.in. w głośnym wywiadzie socjolog, prof. Jacek Wasilewski.
Problematyka chłopska wywołała dalsze debaty: audycję wokół tematu numeru przygotowało radio Tok FM, dalszą rozmowę z prof. Wasilewskim przeprowadziła także „Gazeta Wyborcza”.